# Rancho Seco
Rancho Seco – obszar niemunicypalny w Kern County, w Kalifornii (Stany Zjednoczone), na wysokości 618 m, 3,2 km od Cantil.